# Gunnar Þór Gunnarsson
Gunnar Þór Gunnarsson (Reykjavík, 4 ottobre 1985) è un ex calciatore islandese, di ruolo difensore.

## Carriera

### Club
Ha giocato nella massima serie islandese e in quella svedese.

### Nazionale
Nel 2007 ha esordito in nazionale.

## Statistiche

### Cronologia presenze e reti in nazionale
| Cronologia completa delle presenze e delle reti in nazionale ― Islanda | Cronologia completa delle presenze e delle reti in nazionale ― Islanda | Cronologia completa delle presenze e delle reti in nazionale ― Islanda | Cronologia completa delle presenze e delle reti in nazionale ― Islanda | Cronologia completa delle presenze e delle reti in nazionale ― Islanda | Cronologia completa delle presenze e delle reti in nazionale ― Islanda | Cronologia completa delle presenze e delle reti in nazionale ― Islanda | Cronologia completa delle presenze e delle reti in nazionale ― Islanda |
| Data                                                                   | Città                                                                  | In casa                                                                | Risultato                                                              | Ospiti                                                                 | Competizione                                                           | Reti                                                                   | Note                                                                   |
| ---------------------------------------------------------------------- | ---------------------------------------------------------------------- | ---------------------------------------------------------------------- | ---------------------------------------------------------------------- | ---------------------------------------------------------------------- | ---------------------------------------------------------------------- | ---------------------------------------------------------------------- | ---------------------------------------------------------------------- |
| 28-3-2007                                                              | Palma di Maiorca                                                       | Spagna                                                                 | 1 – 0                                                                  | Islanda                                                                | Qual. Euro 2008                                                        | -                                                                      |                                                                        |
| 2-6-2007                                                               | Reykjavík                                                              | Islanda                                                                | 1 – 1                                                                  | Liechtenstein                                                          | Qual. Euro 2008                                                        | -                                                                      |                                                                        |
| 6-6-2007                                                               | Solna                                                                  | Svezia                                                                 | 5 – 0                                                                  | Islanda                                                                | Qual. Euro 2008                                                        | -                                                                      | 6’                                                                     |
| Totale                                                                 |                                                                        | Presenze                                                               | 3                                                                      |                                                                        | Reti                                                                   | 0                                                                      |                                                                        |

## Palmarès

### Club

#### Competizioni nazionali
- Coppa d'Islanda: 3

KR Reykjavík: 2011, 2012, 2014
- Campionato islandese: 3

KR Reykjavík: 2011, 2013, 2019